# LE-20
La LE-20 est une route espagnole. Elle est le résultat du doublement des routes nationales N-630 et N-120 qui entourent le centre urbain de León, du sud au nord par l'est, en desservant les différentes zones du centre ville.
D'une longueur de 11,2 km, elle relie la route nationale N-120 au sud à la route nationale N-630 au nord de la ville.
Elle est composée de plusieurs échangeurs qui desservent le centre ville sous forme de giratoires et croisements.

## Tracé
- Elle prolonge la N-120 à l'est de León pour ensuite contourner la ville par le sud.
- La LE-12 vient se connecter au périphérique au sud-est du centre urbain au niveau du centre commercial Carrefour de la ville.
- Elle contourne le centre urbain par l'est avant de se reconnecter à la N-630 au nord de la ville

## Sorties
| Numéro de la sortie | Nom de la sortie | Bifurcation |
| ------------------- | --- | ----------- |
|                     | Leon Ouest - Leon-Avenida del Parroco Pablo Diez Oviedo - Gijón AP-66 Lugo - La Corogne AP-71 Benavente - Madrid A-66 Burgos - Logroño - Pampelune A-231 | N-120       |
|                     | Oteruelo de la Valdoncina |             |
|                     | Amunia - Trobajo del Camino |             |
|                     | Leon Centre - Leon-Avenida del Doctor Fleming Leon Sud LE-30 Benavente - Madrid A-66 Burgos - Logroño - Pampelune A-231                                  | N-630       |
|                     | Leon Centre - Leon-Avenida del Ingeniero Saenz de Miera Leon Sud LE-30                                                                                   |             |
|                     | Leon Centre - Leon-Paseo Del Parque |             |
|                     | Leon Centre - Leon-Avenida de Aguado José |             |
|                     | Leon Centre - Leon-Avenida del Alcalde Miguel Castano Carrefour Leon                                                                                     |             |
|                     | Puente del Castro Valladolid A-60 Burgos A-231 | LE-12       |
|                     | Leon Est - Leon-Camino de la Granja |             |
|                     | Leon Est - Leon-Calle de la Sema Université de Leon |             |
|                     | Leon Nord - Leon-Avenida de Mariano Andrés |             |
|                     | Leon Nord - Hopital de Leon |             |
|                     | La Robla - La Magdalena Oviedo - Gijón CL-626 | N-630       |